# Hourglass Buttress
L'Hourglass Buttress (in lingua inglese: contrafforte clessidra) è un contrafforte roccioso antartico, alto 2.790 m, situato 6 km a ovest del Beard Peak, nelle La Gorce Mountains, catena montuosa che fa parte dei Monti della Regina Maud, in Antartide. 
Fu mappato dall'United States Geological Survey sulla base di ispezioni in loco e di foto aeree scattate dalla U.S. Navy nel 1960–64. Una mappatura geologica è stata effettuata dal gruppo geologico dell'Università statale dell'Arizona nell'ambito del Programma Antartico degli Stati Uniti d'America del 1980-81.
La denominazione deriva dalla forma a clessidra di un lungo canalone in cui scivola la neve posizionato proprio sulla facciata del contrafforte.